# Abseitsfalle
Die Abseitsfalle ist eine Abwehrtaktik, die im modernen Fußball eine zentrale Rolle eingenommen hat. Die abwehrende Mannschaft versucht dabei, einen gegnerischen Angreifer ins Abseits zu stellen, unmittelbar bevor er angespielt wird. Das bedeutet, dass sich der angespielte Angreifer zum Zeitpunkt des Anspiels näher am Tor befindet als der Ball und der vorletzte Spieler der verteidigenden Mannschaft. Die Bewegung der Abwehrspieler erfolgt also gegen die Angriffsrichtung und muss von jedem Abwehrspieler wahrgenommen werden – worin auch das höchste Risiko dieser Strategie liegt: Gelingt es nicht allen Abwehrspielern, rechtzeitig am Gegenspieler vorbeizukommen, so gelangt dieser frei zum Schuss, ohne dass es zu einem Regelverstoß kommt. Ebenfalls setzt diese Strategie voraus, dass die Abseitsstellung auch von den Schiedsrichtern bemerkt und geahndet wird.